# Constitutioneel Hof van Zuid-Afrika
Het Constitutioneel Hof van Zuid-Afrika (Engels: Constitutional Court of South Africa; Afrikaans: Konstitusionele Hof van Suid-Afrika) is in het rechtssysteem van Zuid-Afrika het hoogste gerechtshof. Het was oorspronkelijk alleen voor grondwettelijke zaken bedoeld. Sinds de inwerkingtreding van de Superior Courts Act van 2013 heeft het Constitutioneel Hof jurisdictie gekregen om alle zaken aan te horen, mits dit in het belang is van het recht.
Het Constitutioneel Hof is als gevolg van de Tussentijdse Grondwet (1993) in 1994 ontstaan en begon zijn eerste sessie in februari 1995. De jurisdictie van het hooggerechtshof werd gevalideerd door de Grondwet van 1996. Het Constitutioneel Hof van Zuid-Afrika is gesitueerd in Johannesburg, waar het zich bevindt in een complex op de Constitutieheuvel in de voorstad Braamfontein.
Het Constitutioneel Hof bestaat uit elf rechters. Deze worden door de president van Zuid-Afrika aangesteld en zijn geselecteerd uit een lijst die door de Rechterlijke Dienstcommissie wordt opgesteld. De rechters van het Constitutioneel Hof worden aangesteld voor een termijn van twaalf jaar, wat door het Parlement van Zuid-Afrika verlengd kan worden.
Het Constitutioneel Hof wordt door de hoofdrechter en adjunct-hoofdrechter van Zuid-Afrika geleid. De grondwet vereist dat een zaak voor het hooggerechtshof door minstens acht rechters wordt aangehoord. In de praktijk horen alle elf rechters elke zaak wanneer dit mogelijk is. Een arrest wordt geveld op basis van een meerderheid en om deze te ondersteunen wordt een schriftelijke verklaring opgesteld.